# Lojze Peterle
Lojze Peterle nació en la República Socialista de Eslovenia de la antigua Yugoslavia el 5 de julio de 1948. Es un político esloveno, el primero en ejercer el cargo de primer ministro de Eslovenia. 
Originario de una familia campesina de la aldea de Čužnja vas, cerca del condado de Trebnje, estudió en la escuela primaria de Novo Mesto. En 1967 ingresó a la Universidad de Liubliana, donde estudió historia y geografía, y más tarde economía. Durante sus años de estudiante colaboró con un círculo izquierdista cristiano de intelectuales, en la revista Revija 2000.
En la década de los 80 comenzó a trabajar en el Instituto de Urbanismo de la República Socialista de Eslovenia. Tiempo después se participó en varios proyectos de cooperación transregional dentro de la red de cooperación regional Alpe-Adria.
En 1990 fue nombrado presidente del Partido Esloveno Cristiano Demócrata, y en mayo de ese mismo año fue elegido primer ministro de Eslovenia. 
Peterle estuvo entre los fundadores del partido Nueva Eslovenia luego de la división del Partido Popular Esloveno conocido con la sigla SLS.
En el año 2007 se postuló como candidato para Presidente de Eslovenia, pero perdió ante el político Danilo Türk.
Peterle también es Diputado al Parlamento Europeo.
| Predecesor: (no existe este cargo) | Primer ministro de Eslovenia 1990 - 1992 | Sucesor: Janez Drnovšek |

- Datos: Q282653
- Multimedia: Lojze Peterle / Q282653